# Антонович, Олег Васильевич
Олег Васильевич Антонович (род. 18 декабря 1949) — полковник ВС РФ, лётчик-испытатель, Герой Российской Федерации (1996).

## Биография
Олег Антонович родился 17 декабря 1949 года в Гомеле. В 1967 году он был призван на службу в Советскую Армию. В 1971 году Антонович окончил Черниговское военное авиационное училище, после чего девять лет служил в Военно-воздушных силах.
В 1980 году Антонович окончил Центр подготовки лётчиков-испытаталей, после чего двенадцать лет был лётчиком-испытателем в ГК НИИ ВВС. Участвовал в испытаниях самолётов «Су-15», «Су-17М4», «Су-25УБ», «Су-22», «Су-27», «МиГ-23», «МиГ-27», «МиГ-29», «МиГ-31». В 1992 году в звании полковника Антонович ушёл в запас.
В 1992 году Антонович стал лётчиком-испытателем ОКБ Микояна. Участвовал в испытаниях самолётов «МиГ-29УБТ», «МиГ-21БИС», «МиГ-21-93», «МиГ-29М», «МиГ-29СМТ», «МиГ-29УБТ», «МиГ-31Б», «МиГ-31М», «МиГ-АТ». В 1995 году Антонович установил два мировых рекорда грузоподъёмности на самолёте «МиГ-29».
Указом Президента Российской Федерации от 1 марта 1996 года за «мужество и героизм, проявленные при испытаниях новой авиационной техники» Олег Антонович был удостоен высокого звания Героя Российской Федерации с вручением медали «Золотая Звезда» за номером 259.
В настоящее время проживает в городе Жуковском Московской области.
Заслуженный лётчик-испытатель Российской Федерации. Также награждён орденом Красной Звезды и рядом медалей.